# الجمباز في الألعاب الأولمبية الصيفية 2024 – فردي إيقاعي شامل للسيدات
أقيمت منافسات الجمباز الفردي الإيقاعي الشامل للسيدات في دورة الألعاب الأولمبية الصيفية 2024 في ملعب أديداس أرينا في باريس، فرنسا، حيث أقيمت التصفيات في 8 أغسطس والنهائيات في 9 أغسطس 2024، بعد مرور عام على تحقيق إنجاز تاريخي في بطولة العالم، توجت الألمانية داريا فارفولوميفا بطلة أوليمبية وتحصل على الميدالية الذهبية في الجمباز الإيقاعي بمجموع 142.850 نقطة، جاءت البلغارية بوريانا كالين (140.600 نقطة) في المركز الثاني وتحصل على الميدالية الفضية، والإيطالية صوفيا رافائيلي في المركز الثالثة وتحصل على الميدالية البرونزية بنتيجة (136.300 نقطة).
بعد أن أسقطت الكرة منها خلال الجولة التأهيلية، احتلت فارفولوميفا المركز الثاني، ولكن خلال المباراة النهائية عندما كانت الميداليات على المحك، قدمت أداءً خاليًا من الأخطاء. ولم تفز ألمانيا بميدالية في الجمباز الإيقاعي منذ فوز ريجينا ويبر بالميدالية البرونزية في عام 1984 ممثلة ألمانيا الغربية.

## ملخص المسابقة
| حدث                      | الذهبية                     | الفضية                  | البرونزية                |
| ------------------------ | --------------------------- | ----------------------- | ------------------------ |
| فردي إيقاعي شامل للسيدات | ألمانيا · داريا فارفولوميفا | بلغاريا · بوريانا كالين | إيطاليا · صوفيا رافائيلي |

## التأهيل
في المجموع يتنافس 94 لاعب جمباز إيقاعي في باريس، 24 رياضيًا فرديًا وعدد 14 مجموعة إيقاعية (خمسة رياضيين لكل مجموعة). باعتبارها الدولة المضيفة تحصل فرنسا على ستة أماكن تتضمن حصة مجموعة واحدة، بينما سيتم تحديد مكان حصة واحد للمكان العالمي من قبل اللجنة الثلاثية، يتم تخصيص أماكن الحصص 87 الأخرى للجان الأولمبية الوطنية (NOCs) بحد أقصى سبعة لكل لجنة أولمبية وطنية، اثنان للرياضيين الأفراد وخمسة لمجموعة واحدة، تم تخصيص إجمالي 24 مكانًا للحصص للجمباز الإيقاعي للسيدات وهذا أقل بواقع لاعبان في المجموع من أولمبياد طوكيو 2020 حيث تنافس 26 رياضيًا فرديًا. تم تأهل المراكز الثلاثة الأولى من بطولة العالم للجمباز الإيقاعي 2022، واللاعبات الخمس عشرة التالية من بطولة العالم للجمباز الإيقاعي 2023؛ كانت هذه أماكن غير ترشيحية مُنحت للاتحادات الوطنية، كانت الأماكن الخمسة التالية ترشيحية وجاءت من كل من البطولات القارية الخمس. تم تحديد المكان الأخير من خلال اللجنة الثلاثية التابعة للجنة الأولمبية الدولية. سيكون جميع الرياضيين المولودين في أو قبل 31 ديسمبر 2008 (15 عامًا في باريس 2024) مؤهلين للمنافسة في ألعاب الأولمبية الصيفية 2024.
في مسابقة الجمباز الفردي يتم توزيع إجمالي 24 حصة وفقًا لخمسة معايير. يتضمن هذا الرقم مكانًا واحدًا للدولة المضيفة ومكانًا واحدًا عالميًا.
- المعيار الأول

يتأهل من بطولة الجمباز الإيقاعي العالمية 2022 في صوفيا، بلغاريا التي أقيمت 14–18 سبتمبر 2022 ثلاثة رياضيين، يمكن لثلاثة رياضيين فرديين كحد أقصى لكل لجنة أولمبية وطنية المشاركة في هذا الحدث، يحصل الرياضيون الثلاثة الأعلى تصنيفًا من النتائج النهائية للفردي الشامل على مكان حصة واحد لكل منهم للجنة الأولمبية الوطنية.
- المعيار الثاني

أقيمت بطولة العالم للجمباز الإيقاعي 2023 في فالنسيا، إسبانيا. يمكن لثلاثة رياضيين فرديين كحد أقصى لكل لجنة أولمبية وطنية المشاركة في الحدث. يتأهل من هذا الحدث تأهيلي لدورة الألعاب الأولمبية في باريس، رياضيون الأربعة عشر الأعلى تصنيفًا من المنافسة الشاملة، بحد أقصى رياضيين اثنين لكل لجنة أولمبية وطنية، إذا حصلت اللجان الأولمبية الوطنية بالفعل على مكانين في الحصص بموجب المعيار الأول، فقد لا يتم تخصيص أماكن إضافية للحصص للجنة الأولمبية الوطنية حيثما ينطبق ذلك. يجوز للجنة الأولمبية الوطنية التي حصلت بالفعل على مكان واحد في الحصص بموجب المعيار الأول الحصول على مكان ثانٍ في الحصص.
- المعيار الثالث

يتأهل خمسة رياضيين فردي من البطولات القارية لعام 2024 (أو أي حدث تأهيلي قاري آخر معتمد من قبل الاتحاد الدولي للجمباز)، يمكن لأربعة رياضيين فرديين كحد أقصى لكل لجنة أولمبية وطنية المشاركة في الحدث يحصل الرياضيون الحاصلون على أعلى مرتبة من نتائج الفردي الشامل للبطولات القارية المعنية (أو أي حدث تأهيلي قاري آخر معتمد من قبل الاتحاد الدولي للجمباز) على مركز واحد من الحصص. يجب أن يكون الرياضيون من اللجان الأولمبية الوطنية غير المؤهلين بالفعل بموجب المعيار الأول أو الثاني.
إذا لم تقام البطولات القارية (أو أي حدث تأهيلي قاري آخر معتمد من قبل الاتحاد الدولي للجمباز) بين أبريل ومايو 2024 (أو تاريخ آخر معتمد من قبل الاتحاد الدولي للجمباز)، فسيتم فقدان أماكن الحصص للقارات المعنية وسيتم تخصيصها للرياضيين الفرديين الأعلى تصنيفًا من اللجان الأولمبية الوطنية غير المؤهلين بالفعل بموجب المعيار الأول أو الثاني بناءً على نتائج التصنيف الفردي للمسابقة الشاملة (التأهيل) لبطولة العالم 2023.
- المعيار الرابع

يتأهل فردي رياضي واحد مكان الدولة المضيفة، إذا لم يتأهل أي رياضي فردي من الدولة المضيفة، فرنسا بموجب المعيار الأول أوالثاني أو الثالث، سيحصل الرياضي الفرنسي المؤهل الأعلى تصنيفًا على مكان بعد نتائج التصنيف الفردي لبطولة العالم 2023.
- المعيار الخامس

تأهيل فردي رياضي واحد مكان عالمي، يتم تحديد مكان عالمي واحد من قبل اللجنة الثلاثية التابعة للجنة الأولمبية الدولية، ويجب أن يكون الرياضي المعني قد شارك في بطولة العالم 2023.

### المشاركين للجمباز فردي الشامل
| الحدث                                                                                     | المعيار                     | المؤهل (اللجنة الأولمبية) |
| ----------------------------------------------------------------------------------------- | --------------------------- | --- |
| بطولة العالم للجمباز الإيقاعي 2022 المراكز من 1 إلى 3 (بحد أقصى 2 لكل لجنة أولمبية وطنية) | فردي إيقاعي شامل            | إيطاليا (صوفيا رافائيلي) · ألمانيا (داريا فارفولوميفا) · بلغاريا (ستيليانا نيكولوفا)                                                        |
| بطولة العالم للجمباز الإيقاعي 2023 المراكز من 1 إلى 15 (الحد الأقصى 2 لكل لجنة أولمبية)   | فردي إيقاعي شامل            | بلغاريا · سلوفينيا · إسبانيا · إسرائيل · أوكرانيا · أوزبكستان · ألمانيا · المجر · أذربيجان · فرنسا · البرازيل · إيطاليا · إسبانيا · رومانيا |
| بطولة قارية 2024 شامل (بحد أقصى 1 لكل لجنة أولمبية)                                       | إفريقيا                     | علياء صالح (مصر) |
| بطولة قارية 2024 شامل (بحد أقصى 1 لكل لجنة أولمبية)                                       | آسيا                        | إلزانا تانييفا (كازاخستان) |
| بطولة قارية 2024 شامل (بحد أقصى 1 لكل لجنة أولمبية)                                       | دورة الألعاب الأمريكية 2023 | إيفيتا غريسكيناس (الولايات المتحدة) |
| بطولة قارية 2024 شامل (بحد أقصى 1 لكل لجنة أولمبية)                                       | أوروبا                      | فيرا توغولوكوفا (قبرص) |
| بطولة قارية 2024 شامل (بحد أقصى 1 لكل لجنة أولمبية)                                       | أوقيانوسيا                  | ألكسندرا كيروي-بوغاتيريفا (أستراليا) |
| أماكن محجوزة                                                                              | الدولة المضيفة              | الدولة المضيفة مؤهلة أعلاه |
| أماكن محجوزة                                                                              | إعادة التخصيص               | وانغ زيلو (الصين) |
| أماكن محجوزة                                                                              | دعوة ثلاثية                 | برايوا ميساتو فيلافانديث (لاوس) |
| المجموع                                                                                   | المجموع                     | 24 |

### ملاحظة
1. ↑  لا يحق للرياضيين من اللجان الأولمبية الوطنية الحاصلين على حصتين من بطولة العالم 2022 المشاركة.
2. ↑  الدعوة الثلاثية (وتسمى أيضًا العالمية) أماكن محجوزة يتم تخصيصها من قبل اللجنة الأولمبية الدولية (عبر اللجنة الثلاثية، التي تتكون من ممثل واحد من اللجنة الأولمبية الدولية، ورابطة الاتحادات الدولية، ورابطة اللجان الأولمبية الوطنية لكل منها) للرياضيين من البلدان التي لديها تمثيل ضئيل أو لا يوجد لديها تمثيل في الألعاب الأولمبية.

## شكل المنافسة
تألفت المنافسة من جولة تأهيلية وجولة نهائية. تأهل أفضل عشرة لاعبين في جولة التأهل إلى الجولة النهائية. في كل جولة، تقوم اللاعبات بأداء أربع حركات (كرة، طوق، كلوبس، شريط)، مع إضافة النتائج للحصول على المجموع.

## النتائج

### نتائج مرحلة التأهيل
| المركز | اللاعبة                              |             |             |             |             | المجموع | التأهل |
| ------ | ------------------------------------ | ----------- | ----------- | ----------- | ----------- | ------- | ------ |
| 1      | صوفيا رافائيلي (إيطاليا)             | 35.700 (1)  | 34.450 (5)  | 35.000 (2)  | 33.950 (1)  | 139.100 | Q      |
| 2      | داريا فارفولوميفا (ألمانيا)          | 32.500 (12) | 36.450 (1)  | 35.250 (1)  | 32.650 (3)  | 136.850 | Q      |
| 3      | بوريانا كالين (بلغاريا)              | 35.350 (2)  | 34.600 (4)  | 33.600 (5)  | 32.900 (2)  | 136.450 | Q      |
| 4      | تايسيا أونوفريتشوك (أوكرانيا)        | 34.250 (5)  | 35.250 (2)  | 33.750 (4)  | 32.500 (4)  | 135.750 | Q      |
| 5      | مارغريتا كولوسوف (ألمانيا)           | 34.550 (4)  | 33.000 (7)  | 33.800 (3)  | 30.150 (15) | 131.500 | Q      |
| 6      | إيكاترينا فيدينيفا (سلوفينيا)        | 34.150 (7)  | 32.600 (11) | 32.300 (8)  | 31.750 (8)  | 130.800 | Q      |
| 7      | داريا أتامانوف (إسرائيل)             | 33.250 (10) | 32.700 (10) | 32.100 (9)  | 32.400 (5)  | 130.450 | Q      |
| 8      | باربرا دومينغوس (البرازيل)           | 34.750 (3)  | 33.100 (6)  | 30.200 (17) | 31.700 (9)  | 129.750 | Q      |
| 9      | ميلينا بالداساري (إيطاليا)           | 33.300 (9)  | 32.750 (8)  | 30.900 (11) | 32.300 (6)  | 129.250 | Q      |
| 10     | وانغ زيلو (الصين)                    | 34.200 (6)  | 32.000 (15) | 30.650 (13) | 31.250 (12) | 128.100 | Q      |
| 11     | ستيليانا نيكولوفا (بلغاريا)          | 33.900 (8)  | 34.700 (3)  | 28.050 (19) | 31.050 (13) | 127.700 | R1     |
| 12     | فاني بيغنيتسكي (المجر)               | 32.650 (11) | 32.600 (12) | 30.450 (15) | 31.650 (10) | 127.350 | R2     |
| 13     | إلزانا تانييفا (كازاخستان)           | 30.850 (17) | 32.000 (16) | 32.300 (7)  | 31.450 (11) | 126.600 | R3     |
| 14     | تاخمينا إيكروموفا (أوزبكستان)        | 31.700 (14) | 32.350 (13) | 30.350 (16) | 32.000 (7)  | 126.400 | R4     |
| 15     | بولينا بيريزينا (إسبانيا)            | 29.700 (21) | 32.750 (9)  | 32.450 (6)  | 30.200 (14) | 125.100 |        |
| 16     | فيرا توغولوكوفا (قبرص)               | 31.150 (15) | 31.200 (18) | 30.600 (14) | 28.800 (19) | 121.750 |        |
| 17     | هيلين كاربانوف (فرنسا)               | 30.500 (19) | 32.350 (14) | 28.650 (18) | 29.650 (16) | 121.150 |        |
| 18     | إيفيتا غريسكيناس (الولايات المتحدة)  | 30.500 (18) | 31.200 (17) | 27.550 (21) | 29.250 (17) | 118.500 |        |
| 19     | زهرة أغاميروفا (أذربيجان)            | 32.500 (12) | 30.200 (20) | 26.750 (23) | 28.400 (20) | 117.850 |        |
| 20     | ألبا باوتيستا (إسبانيا)              | 31.100 (16) | 28.100 (23) | 30.800 (12) | 27.650 (21) | 117.650 |        |
| 21     | أناليس دراغان (رومانيا)              | 27.200 (23) | 30.550 (19) | 31.650 (10) | 25.450 (23) | 114.850 |        |
| 22     | ألكسندرا كيروي-بوغاتيريفا (أستراليا) | 30.050 (20) | 28.550 (21) | 26.850 (22) | 28.900 (18) | 114.350 |        |
| 23     | علياء صالح (مصر)                     | 28.700 (22) | 28.150 (22) | 27.850 (20) | 27.000 (22) | 111.700 |        |
| 24     | برايوا ميساتو فيلافانديث (لاوس)      | 21.600 (24) | 21.600 (24) | 22.250 (24) | 21.900 (24) | 87.350  |        |

### نتائج النهائي
| المركز | اللاعبة                       |             |             |             |             | المجموع |
| ------ | ----------------------------- | ----------- | ----------- | ----------- | ----------- | ------- |
| الأول  | داريا فارفولوميفا (ألمانيا)   | 36.300 (1)  | 36.500 (1)  | 36.350 (1)  | 33.700 (2)  | 142.850 |
| الثاني | بوريانا كالين (بلغاريا)       | 35.850 (2)  | 36.450 (2)  | 34.550 (3)  | 33.750 (1)  | 140.600 |
| الثالث | صوفيا رافائيلي (إيطاليا)      | 35.250 (4)  | 32.900 (6)  | 35.900 (2)  | 32.250 (7)  | 136.300 |
| 4      | مارغريتا كولوسوف (ألمانيا)    | 34.600 (6)  | 34.150 (3)  | 33.950 (6)  | 32.550 (6)  | 135.250 |
| 5      | داريا أتامانوف (إسرائيل)      | 35.200 (5)  | 31.800 (9)  | 33.850 (7)  | 33.000 (3)  | 133.850 |
| 6      | إيكاترينا فيدينيفا (سلوفينيا) | 34.100 (7)  | 31.950 (8)  | 33.150 (8)  | 32.700 (5)  | 131.900 |
| 7      | وانغ زيلو (الصين)             | 35.250 (3)  | 32.700 (7)  | 34.300 (4)  | 29.300 (9)  | 131.550 |
| 8      | ميلينا بالداساري (إيطاليا)    | 32.600 (8)  | 33.150 (5)  | 32.500 (9)  | 31.450 (8)  | 129.700 |
| 9      | تايسيا أونوفريتشوك (أوكرانيا) | 30.400 (9)  | 30.900 (10) | 34.150 (5)  | 32.950 (4)  | 128.400 |
| 10     | باربرا دومينغوس (البرازيل)    | 29.600 (10) | 33.200 (4)  | 31.200 (10) | 29.100 (10) | 123.100 |